# اوفربووك انترتينمت
 اوفربووك انترنيمنت هي شركة إنتاج أمريكية وشركة تسجيلات الواقعة في مدينة كولفر سيتي، كاليفورنيا. تم تأسيسها من قبل ويل سميث وجيمس لاسيتر في عام 1998 في نفس وقت تقريبا بدأ إنتاج فيلم برية الغرب المتوحشة عام 1999.
اشتق اسم الشركة من حي ويل سميث في غرب فلاديلفيا، وتنتج الشركة موسيقى وافلام وبرامج تلفيزيونية. يدعي ويل سميث انه بدأ الشركة من اجل العمل كمنتج وللحصول على ادوار، كما انه يستخدم دوره في الشركة لمساعدة فنانين غير معروفين لتسجيل موسيقاهم وايضا لتسجيل موسيقى لبعض افلامه في اوفربوك.

## التاريخ
وقع الممثل ويل سميث والمدير جيمس لاسيتر في 11 نوفمبر من عام 1997 صفقة شاملة لأول مرة مع يونيفيرسال بيكتشرز وهكذا قد ولدت شركة اوفربووك انترتيمنت وتم دمجها رسميا مع يونيفيرسال بيكشرز في شباط 1998.
انضم ديفيد توخترمان، موظف سابق في شركة كارسي ويرنر، في 16 سبتمبر 1998 إلى الشركة وقرر اطلاق قسم التلفيزيون الذي سيشرف عليه والذي سينتج برامج لشبكات الكيبل التلفيزيوني.
وفي 11 شباط لعام 1999 تمت هيكلة قسم الموسيقى مع توقيع جون دوكاكيس، موظف سابق في ساوث بو انترتيمنت، لشغل منصب نائب الرئيس التنفيذي لقسم الموسيقى.
وقد أعلن في 10 مايو من عام 2000 انه تم اقتراح اندماج مع شركه ذا فيرم ولكن تم الغاؤه بعد ذلك.
وتم في ديسمبر عام 2000 تجديد اهتمام اوفربووك بقسم التلفاز، وكان من خططها ضم 13 حلقة من مسلسل انمي تابع لنيكولودين بالإضافة لعدد كبير من الكوميديا والدراما والافلام التلفيزيونية على شبكات البث ويقوم الاستديو بالحصول على صفقات ل3 برامج كوميديا و 3 دراما وفيلم تلفيزيوني على شبكات الويب.
وقد انتهى عقد الاستديو مع يونيفيرسال بيكشرز في 30 يناير 2002 وبعدها وقعت رسميا مع شركة سوني بيكشرز انترتيمنت لتطوير الافلام الروائية الطويلة، 
وفي 3 يناير 2018، سيتم الإعلان عن أن الاستوديو لن يجدد عقده مع سوني بيكشرز انترتيمنت.
أعلن ويل سميث وجادا بينكيت سميث عن ان اوفربووك أصبحت إحدى الشركات التابعة ل 10 يوليو 2019 Westbrook، Inc.

## فيلموغرافيا

### أفلام

#### 2000s
| عام  | عنوان                 | مخرج              | موزع                 | ملاحظات                                                                                             |
| ---- | --------------------- | ----------------- | -------------------- | --------------------------------------------------------------------------------------------------- |
| 2001 | علي                   | مايكل مان         | الافراج عن صور سوني  | إنتاج مشترك مع Columbia Pictures و Initial Entertainment Group و Peters Entertainment وForward Pass |
| 2004 | أنا روبوت             | أليكس بروياس      | 20th Century Fox     | الإنتاج المشترك مع Laurence Mark Productions و Davis Entertainment و Mediastream IV                 |
| 2004 | حفظ ماء الوجه         | أليس وو           | صور سونيك الكلاسيكية | إنتاج مشترك مع Destination Films                                                                    |
| 2005 | عقبة                  | أندي تينانت       | الافراج عن صور سوني  | الإنتاج المشترك مع كولومبيا بيكتشرز                                                                 |
| 2006 | ATL                   | كريس روبنسون      | وارنر بروس. صور      | |
| 2006 | السعي وراء السعادة    | جابرييل موتشينو   | الافراج عن صور سوني  | إنتاج مشترك مع Columbia Pictures وRelativity Media و Escape Artists                                 |
| 2007 | انا اسطورة            | فرانسيس لورانس    | وارنر بروس. صور      | إنتاج مشترك مع Village Roadshow Pictures وWeed Road Pictures و Heyday Films وOriginal Film          |
| 2008 | هانكوك                | بيتر بيرج         | الافراج عن صور سوني  | إنتاج مشترك مع Columbia Pictures وRelativity Media وWeed Road Pictures وForward Pass و Blue Light   |
| 2008 | العقد البشري          | جادا بينكيت سميث  | توزيع ذاتي           | إنتاج مشترك مع Tycoon Entertainment وWomon Productions بنسبة 100٪                                   |
| 2008 | تيراس مطل على البحيرة | نيل لابوت         | الافراج عن صور سوني  | الإنتاج المشترك مع Screen Gems                                                                      |
| 2008 | الحياة السرية للنحل   | جينا برينس-بيثوود | صور فوكس الكشاف      | الإنتاج المشترك مع شركة الدونرز                                                                     |
| 2008 | سبعة أرطال            | جابرييل موتشينو   | الافراج عن صور سوني  | إنتاج مشترك مع Columbia Pictures وRelativity Media و Escape Artists                                 |

#### 2010s
| عام  | عنوان                              | مخرج                        | موزع                | ملاحظات |
| ---- | ---------------------------------- | --------------------------- | ------------------- | --- |
| 2010 | طفل الكاراتيه                      | هارالد زوارت                | الافراج عن صور سوني | إنتاج مشترك مع شركة كولومبيا بيكتشرز وشركة مجموعة الأفلام الصينية وشركة إنتاج JW                                                          |
| 2012 | هذا يعني الحرب                     | مكج                         | 20th Century Fox    | الإنتاج المشترك مع روبرت سيموندس للإنتاج وأنواع الأفلام                                                                                   |
| 2013 | بعد الأرض                          | نايت شيامالان               | الافراج عن صور سوني | إنتاج مشترك مع Columbia Pictures وRelativity Media و Blinding Edge Pictures                                                               |
| 2014 | آني                                | ويل غلوك                    | الافراج عن صور سوني | إنتاج مشترك مع Columbia Pictures و LStar Capital وVillage Roadshow Pictures وOlive Bridge Entertainment                                   |
| 2015 | التركيز                            | جلين فيكارا <br /> جون ريكا | وارنر بروس. صور     | إنتاج مشترك مع RatPac-Dune Entertainment و Di Novi Pictures و Kramer & Sigman Films وZaftig Films                                         |
| 2016 | الجمال الجانبي                     | ديفيد فرانكل                | وارنر بروس. صور     | إنتاج مشترك مع New Line Cinema وVillage Roadshow Pictures و RatPac-Dune Entertainment و Anonymous Content و PalmStar Media و Likely Story |
| 2017 | مشرق                               | ديفيد أير                   | نيتفليكس            | إنتاج مشترك مع Trigger Warning Entertainment وGrand Electric                                                                              |
| 2018 | لجميع الأولاد الذين أحببتهم من قبل | سوزان جونسون                | نيتفليكس            | إنتاج مشترك مع Awesomeness Films |
| 2019 | هاله                               | Minhal Baig                 | Apple TV +          | إنتاج مشترك مع محتوى انديفور |

#### 2020s
| عام  | عنوان               | مخرج                | موزع                | ملاحظات                                                                                     |
| ---- | ------------------- | ------------------- | ------------------- | ------------------------------------------------------------------------------------------- |
| 2020 | الأولاد سيئة للحياة | عادل وبلال          | الافراج عن صور سوني | إنتاج مشترك مع Columbia Pictures و 2.0 Entertainment وDon Simpson / Jerry Bruckheimer Films |
| 2020 | سحر مدينة الملوك    | إنجيل مانويل سوتو   | HBO Max             | الإنتاج المشترك مع WarnerMax                                                                |
| 2021 | الملك ريتشارد       | رينالدو ماركوس جرين | وارنر بروس. صور     | إنتاج مشترك مع Star Thrower Entertainment                                                   |
| TBA  | الحياة في السنة     | Mitja Okorn         | —                   |                                                                                             |

### التلفاز

#### 2000s
| سنوات     | عنوان | المنشئ                                | شبكة الاتصال                                  | ملاحظات                             |
| --------- | ----- | ------------------------------------- | --------------------------------------------- | ----------------------------------- |
| 2003-2007 | كلنا  | ويل سميث جادا بينكيت سميث بيتسي بورنز | UPN (المواسم 1-3) </nowiki> The CW (الموسم 4) | إنتاج مشترك مع Warner Bros. التلفاز |

#### 2010s
| سنوات      | عنوان             | المنشئ                                                                                         | شبكة الاتصال   | ملاحظات |
| ---------- | ----------------- | ---------------------------------------------------------------------------------------------- | -------------- | --- |
| 2010-2013  | هوثورن            | جون ماسيوس                                                                                     | TNT            | استمر من 100٪ Womon Productions ؛ إنتاج مشترك مع FanFare Productions و John Masius Productions وSony Pictures Television |
| 2013-2015  | معرض الملكة لطيفة | الملكة لطيفة                                                                                   | خلاصات         | إحياء سلسلة 1999 ؛ إنتاج مشترك مع Flavour Unit Entertainment و Curly One Productions وSony Pictures Television           |
| منذ 2018 م | كوبرا كاي         | جوش هيلد جون هورويتز هايدن شلوسبرغ مستوحى من سلسلة أفلام كاراتيه كيد بواسطة : روبرت مارك كامين | يوتيوب بريميوم | إنتاج مشترك مع Heald Productions و Hurwitz & Schlossberg Productions وSony Pictures Television                           |

## تسجيل صوتي
| عام  | عنوان                 | فنان           | ضع الكلمة المناسبة | ملاحظات |
| ---- | --------------------- | -------------- | ------------------ | ------- |
| 1999 | الغرب المتوحش         | فنانون متنوعون | سجلات Interscope   |         |
| 2000 | الحب وكرة السلة       | فنانون متنوعون | سجلات Interscope   |         |
| 2002 | الرجال بالسواد الثاني | داني Elfman    | سجلات كولومبيا     |         |
| 2014 | آني                   | فنانون متنوعون | سجلات RCA          |         |

## توزيع
| عام  | عنوان          | مخرج         | ملاحظات                                                                     |
| ---- | -------------- | ------------ | --------------------------------------------------------------------------- |
| 2005 | الوصية السابعة | ثيرون الفورد | توزيع DVD ؛ الإنتاج المشترك مع 25Eight Productions و World Free Productions |

## وصلات خارجية
- اوفربووك انترتينمت على موقع IMDb (الإنجليزية)

1. ↑  "Overbrook Entertainment". Kftv.com. مؤرشف من الأصل في 22 فبراير 2019. اطلع عليه بتاريخ أكتوبر 2020. {{استشهاد ويب}}: تحقق من التاريخ في: |تاريخ الوصول= (مساعدة)
2. ↑  Hontz, Jenny; Hontz, Jenny (16 Sep 1998). "Tochterman over to Overbrook". Variety (بالإنجليزية). Archived from the original on 2020-06-22. Retrieved 2020-05-05.
3. ↑  Petrikin, Dan Cox,Chris; Cox, Dan; Petrikin, Chris (12 Feb 1999). "Overbrook is ready". Variety (بالإنجليزية). Archived from the original on 2020-06-22. Retrieved 2020-05-05.{{استشهاد ويب}}:  صيانة الاستشهاد: أسماء متعددة: قائمة المؤلفين (link)
4. ↑  Fleming, Michael; Fleming, Michael (10 May 2000). "Overbrook, the Firm join forces". Variety (بالإنجليزية). Archived from the original on 2020-06-22. Retrieved 2020-05-05.
5. ↑  Adalian, Michael Schneider,Josef; Schneider, Michael; Adalian, Josef (11 Dec 2000). "Overbrook turns on TV". Variety (بالإنجليزية). Archived from the original on 2020-06-22. Retrieved 2020-05-05.{{استشهاد ويب}}:  صيانة الاستشهاد: أسماء متعددة: قائمة المؤلفين (link)
6. ↑  Harris, Dana; Harris, Dana (31 Jan 2002). "Sony, Overbrook ink". Variety (بالإنجليزية). Archived from the original on 2020-06-22. Retrieved 2020-05-05.
7. ↑  Lang, Justin Kroll,Brent; Kroll, Justin; Lang, Brent (3 Jan 2018). "Will Smith's Overbrook Entertainment Not Re-Upping Sony First Look Deal (EXCLUSIVE)". Variety (بالإنجليزية). Archived from the original on 2018-06-15. Retrieved 2020-05-05.{{استشهاد ويب}}:  صيانة الاستشهاد: أسماء متعددة: قائمة المؤلفين (link)
8. ↑  Jr, Mike Fleming; Jr, Mike Fleming (10 Jul 2019). "Jada Pinkett Smith & Will Smith Launch Multimedia Cross-Platform Venture Westbrook Inc". Deadline (بالإنجليزية). Archived from the original on 2020-05-10. Retrieved 2020-05-05.